# Estação La Poterie
La Poterie é uma estação terminal da linha única do Metro de Rennes .